# Pseudopolydora antennata
Pseudopolydora antennata är en ringmaskart som först beskrevs av Jean Louis René Antoine Édouard Claparède 1869.  Pseudopolydora antennata ingår i släktet Pseudopolydora och familjen Spionidae. Arten är reproducerande i Sverige. Inga underarter finns listade i Catalogue of Life.